# 핸즈 오브 스톤
《핸즈 오브 스톤》(영어: Hands of Stone)은 2016년 공개된 미국과 파나마 합작 스포츠 영화이다. 파나마의 프로 권투 선수 로베르토 두란의 일생을 그린다. 조나단 자쿠보위즈이 감독과 각본을 맡았으며, 에드가르 라미레스, 로버트 드 니로, 어셔 등이 출연한다.

## 출연
- 에드가르 라미레스 - 로베르토 듀란 역
- 로버트 드 니로 - 레이 아르셀 역
- 어셔 - 슈거 레이 역
- 아나 데 아르마스 - 펠리시다드 이글레시아스 역
- 저니 스몰렛 - 주아니타 레너드 역
- 엘렌 바킨 - 스테파니 아셀 역
- 존 터투로 - 프랭키 카보 역
- 레그 E. 캐시
- 드레나 드 니로 - 아델 역
- 루벤 블레이즈 - 카를로스 엘레타 역
- 오스카 자에나다 - 샤플란 역
- 얀시 아리아스 - 베니 후에르타스 역
- 일자 로사리오 - 클라라 사마니에고 역
- 안소니 몰리너리 - 마린 몰리너리 역
- 조 우라 - 안젤로 던디 역
- 릭 에이버리 - 길 클랜시 역
- 벤 실버맨
- 페드로 페레즈 - 플로모 역
- 로빈 듀란
- 엘리우드 카우프먼 - 마르가리토 듀란 역